# Anoplodactylus trispinosus
Anoplodactylus trispinosus is een zeespin uit de familie Phoxichilidiidae. De soort behoort tot het geslacht Anoplodactylus. Anoplodactylus trispinosus werd in 1951 voor het eerst wetenschappelijk beschreven door Stock. 